# Alexis Rostand
Pour les autres membres de la famille, voir Famille Rostand.
Jean Alexis Hubert Rostand, né le 23 décembre 1844 à Marseille et mort le 2 avril 1919 dans son hôtel particulier du 17e arrondissement de Paris, est un compositeur, journaliste et financier français,.

## Biographie

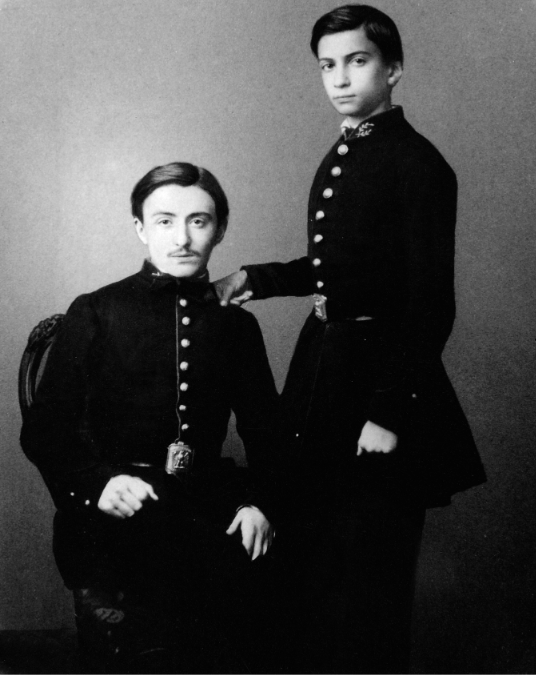
Les frères Alexis et Eugène Rostand, au lycée de Marseille.

Jean Alexis Hubert Rostand est le petit-fils d'Alexis-Joseph Rostand et le frère d'Eugène Rostand,.
Alexis Rostand s'intéresse très tôt aux travaux musicaux, et, à l'âge de dix-neux ans, entre au Comptoir national d'escompte de Paris (CNEP) en 1863. Il devient sous-directeur en 1868, puis directeur en 1876 de l'agence marseillaise du Comptoir national d'escompte. Durant cette période, il prend part à la fondation de la Compagnie nationale de navigation et coopère aux emprunts d'État. À Marseille, il devient l'agent de la Banque maritime, de la Banque d'Algérie, du Crédit foncier colonial et de la Banque de l'Indochine.
À la tête de l’agence marseillaise, il se distingue par son efficacité (l’agence marseillaise est celle qui récolte le plus de dépôts), mais aussi par sa gestion habile et prudente, soucieux de l’intérêt général. Il réussit à maintenir l'activité lors de l’épidémie de choléra et des agitations de 1885. Contribuant à l'industrie locale, il développe le commerce vers les pays d’outremer (notamment en Asie) et coopère aux emprunts de l’État et de la ville de Marseille.
À la suite de la crise du cuivre et du suicide d'Eugène Denfert-Rochereau en 1889, Rostand lui succède comme directeur le mois suivant pour redresser le Comptoir national d'escompte de Paris alors en pleine faillite. En six ans, le CNEP a multiplié son capital par cinq, dispose de quarante agences en France, dont dix-sept à Paris, et retrouve son implantation à l’étranger (en 1889, le CNEP n'avait plus que trois agences en province et huit à l’étranger).
Il prend les fonctions de directeur général et administrateur en 1902, puis président du Conseil d'administration du Comptoir national d'escompte de Paris en 1908. Il quitte la présidence dix ans plus tard.
Il est l'un des principaux promoteurs et soutien de la Compagnie française des chemins de fer de l'Indochine et du Yunnan, dont il devient le vice-président en 1905.
Il dirige les travaux de la 3e sous-commission « Pour la réforme bancaire », instituée par le décret du 13 mai 1911 du ministre Joseph Caillaux.
Il est cofondateur et président de la Banque de l'Afrique occidentale, vice-président de la Compagnie des chercheurs de l'or, de la Compagnie française des chemins de fer de l'Indochine et du Yunnan, du Comité de Paris de la Compagnie royale des chemins de fer portugais, administrateur et membre du comité de direction de la Banque de l'Indochine, administrateur de la Compagnie des docks et entrepôts de Marseille, de la Compagnie des compteurs à gaz et de la Banque française du Brésil.

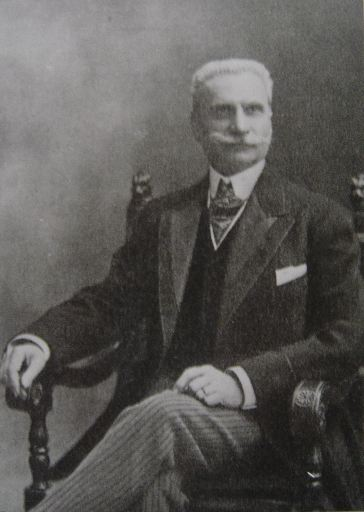
Alexis Rostand.

Mélomane, compositeur et critique musical, Rostand a composé de la musique instrumentale et religieuse, ainsi que publié des études de critique musicale. Il était président de l'Académie des sciences, lettres et arts de Marseille de 1883 à 1884 et vice-président de la Société des amis des arts.
En 1910, il acquiert le château de Clairfont, à Saint-Brice-sous-Forêt.

## Œuvres
- La Crise 1870-1871 et les sociétés de crédit à Marseille, Marseille, Impr. Marius Olive, 1871, 29 p. (BNF 31250299, lire en ligne).
- L'Art en Provence. La musique à Marseille, essais de litterrature et de critique musicales, Paris, Sandoz et Fischbacher, 1874, 256 p. (BNF 31250297).
- Autour d'une sonate : étude sur Robert Schumann - 1898

## Compositions musicales
Alexis Rostand compose plusieurs œuvres musicales sous le pseudonyme de Jean Hubert, ses deux autres prénoms non usuels : 
- Vingt mélodies : chant et piano, Paris, Heugel & fils, 1878, 107 p. (BNF 43244549, lire en ligne).
- Ballets de Rosa Nera, transcripts et arrangés pour 2 pianos par l'auteur, Paris, Heugel, 1903, 73 p. (BNF 43055456, lire en ligne).
- Lees saisons et les Heures, Paris, Heugel, 1904, 114 p. (BNF 43055462, lire en ligne).
- Les Amphores, choix de poésies de Catulle, d'après la traduction française de Eugène Rostand, Paris, Heugel, 1913, 266 p. (lire en ligne).

## Distinctions
- Officier d'académie
- Grand-croix de l'ordre de Saint-Stanislas
- Grand-croix de l'ordre du Médjidié
- Commandeur de la Légion d'honneur[6]
- Commandeur de l'ordre royal du Cambodge
- Commandeur de l'ordre des Saints-Maurice-et-Lazare
- Commandeur de l'ordre de la Couronne d'Italie
- Commandeur de l'ordre de Léopold
- Commandeur de l'ordre de l'Immaculée Conception de Vila Viçosa (avec plaque)
- Commandeur de l'ordre du Sauveur de Grèce
- Commandeur de l'ordre de l'Étoile de Roumanie
- Commandeur de l'ordre du Nichan Iftikhar
- Commandeur de l'ordre de Saint-Marin
- Commandeur de l'ordre de Saint-Olaf
- Commandeur de l'ordre d'Isabelle-la-Catholique